# Декларация Союза борцов за освобождение Литвы
Декларация Союза борцов за освобождение Литвы или Декларация Совета Движения борьбы за свободу Литвы (лит. Lietuvos laisvės kovos sąjūdžio deklaracija) — правовой акт, принятый Союзом борцов за освобождение Литвы 16 февраля 1949 года. Вместе с другими документами, составленными в то время, заложил правовую и политическую подоплеку вооруженного сопротивления лесных братьев в Литве. Совет Движения за свободу Литвы провозгласил себя единственным законным органом власти на территории Литвы.

## Предпосылки появления декларации
15 июня 1940 года после предъявленного советскими властями ультиматума на территорию Литвы были введены советские войска, что означало начало процесса присоединения Литвы к СССР как Литовской ССР. Внеочередные парламентские выборы завершились безоговорочной поддержкой Союза трудового народа, выступавшего за вхождение Литвы в состав СССР, хотя большинство литовских политиков утверждали о многочисленных нарушениях на выборах.
В стране начались процессы советизации, в рамках которых были упразднены все политические партии, кроме Коммунистической партии Литвы. Граждан Литвы (в том числе политических деятелей межвоенных лет), не принявших новый государственный строй, обвинили в контрреволюционной деятельности, а многих репрессировали, выселив их из Литвы. 22 июня 1941 года после нападения Германии на СССР начались боевые действия. Одна часть населения воевала на стороне СССР: это были призванные в РККА солдаты, а также советские партизаны, ушедшие в подполье после занятия Литвы немцами. Другая часть поддержала немцев: это были хиви, оказывавшие всяческую поддержку частям вермахта и члены вспомогательной полиции. Некоторые были угнаны на принудительные работы в Германию; евреи же в большинстве своём либо были заключены в гетто, либо расстреляны во многих городах Литвы, либо ушли в подполье или в советский тыл.
С июля по октябрь 1944 года после продвижения фронта на запад СССР и Польша изгнали немецко-фашистских захватчиков с территории Литовской ССР. Литва осталась в составе СССР, что, однако, возмущало сторонников независимой Литовской Республики, которые расценивали дальнейшее пребывание в составе СССР как оккупацию. Репрессии в отношении лиц, не принимавших советскую власть, продолжались до 1953 года; во главе Литовской ССР были поставлены новые лица. Национализация имущества сопровождалась с 1947 года коллективизацией.

## Антисоветское сопротивление
С 1944 по 1953 годы в Литве шло вооружённое сопротивление, во главе которого стояли сторонники независимой Литовской Республики, не поддержавшие присоединение Литвы к СССР. Подобное движение получило название «лесных братьев» в некоторых советских и литовских источниках; сами же литовцы называют их «партизанами». Среди подпольщиков были те, кто в годы немецкой оккупации сотрудничал в той или иной мере с гитлеровцами. По подсчётам литовских историков, ту или иную поддержку литовским националистам оказывали до 50 тысяч человек. Целью этого движения было восстановление Литовской Республики и всех государственных институтов, существовавших в межвоенные годы.
Первые вооружённые отряды литовцев начали формироваться в конце лета 1944 года и далее расширялись в более крупные образования. В связи с крахом Третьего рейха литовские националисты, которые за годы войны разочаровались в его возможностях, с конца войны пытались выйти на связь с представителями правительств и спецслужб США и Великобритании, надеясь на скорейшее начало войны между бывшими союзниками и ожидая военной поддержки со стороны Запада. У самих «лесных братьев» была также задача объединить все военно-территориальные образования националистов в единую структуру, которая будет вести дальнейшую военно-политическую деятельность.

## Встреча в Минайчяй
В феврале 1949 года в бункере Минайчяй произошел съезд партизанских командиров, в котором были представлены все партизанские отряды. Официально во встречах приняли участие 8 человек: Йонас Жямайтис-Витаутас, Юозас Шибайла-Мерайнис, Петрас Барткус-Жадгайла, Адольфас Раманаускас-Ванагас, Александрас Грибинас-Фаустас, Витаутас Гужас- Кардас, Леонардас Григонис -Ужпалис и Бронюс Лесис-Нактис. На первом собрании было утверждено название организации: «Движение борьбы за свободу Литвы», и было сформировано единое руководство — председатель президиума Й. Жемайтис-Витаутас (ему было присвоено звание генерала); начальник общественной части Ю. Шибайла-Мерайнис; начальник отдела общественной части — Б. Леисис-Нактис. Они регламентировали структуру руководства движения, тактику действий, отношения внутри организации и с мирным населением. Было принято решение выпускать подпольную газету «У Спаса Христова». Политическая программа из 12 пунктов была представлена ее автором Й. Шибайла-Мерайнисом. В программе акцентировалось, что конечной целью борьбы — восстановление Литовской парламентской республики по примеру периода с 1920 по 1926 год.
По случаю годовщины дня независимости Литовского государства 16 февраля была подписана Политическая декларация Движения борьбы за свободу Литвы, в которой указывалось, что Движение является высшим политическим органом власти возглавляющим политическую и вооруженную борьбу за независимость Литвы. Декларация вместе с другими документами, принятыми на съезде партизанских командиров Литвы, обеспечила правовую и политическую основу для вооруженного сопротивления Литвы, и придала борьбе качественно новую основу — узаконило организацию Движение борьбы за свободу Литвы, а ее совет, как единственную правомочную власть на территории оккупированной Литвы. На съезде так же утвердили девиз сопротивления «Воздай свой долг Родине!».
Это был единственный всеобщий съезд командиров. По мере ухудшения ситуации в стране количество сторонников сопротивления уменьшалось. Связь усложнялась не только между штабами, но и между отрядами в округе. Участились аресты и гибели партизан. Ни один из партизан, подписавший декларацию, не дожил до литовской независимости — трое погибли в 1949 году, двое - в течение двух лет, двоих расстреляли ещё позже.

## Подписавшие Декларацию
Из восьми лиц, подписавших Декларацию от 16 февраля 1949 года, четверо были учителями, двое студентами, один офицером и один бухгалтером:
- Йонас Жямайтис-Витаутас — председатель Президиума Совета Движения борьбы за свободу Литвы, бывший офицер литовской армии; расстрелян в возрасте 45 лет в Москве, в Бутырской тюрьме;
- Адольфас Раманаускас-Ванагас — первый заместитель председателя Президиума Совета ДБСЛ, командир Области Южной Литвы, бывший офицером запаса, учитель; убит в возрасте 39 лет в Вильнюсе, во Внутренней тюрьме КГБ Литовской ССР;
- Юозас Шибайла-Мярайнис — второй заместитель председателя Президиума Совета ДБСЛ, работник штаба Области Восточной Литвы, учитель, в 1944 году состоял в литовском местном отряде; убит в возрасте 47 лет в лесу Довидай, в Рамигальском районе;
- Ляонардас Григонис-Ужпалис — третий заместитель председателя Президиума Совета ДБСЛ, командир округа «Возрождения», учитель; убит в возрасте 44 лет в Даугелишкском лесу, на границе Арёгальского и Вилькийского районов;
- Александрас Грибинас-Фаустас, командир округа «Таурас», был учителем, в годы немецкой оккупации служил в немецкой армии[11]; убит в возрасте 29 лет в лесу Шункаряй, в Шакяйском уезде;
- Витаутас Гужас-Кардас — начальник штаба Области Западной Литвы, был бухгалтером, в 1944 году состоял в литовском местном отряде; убит в возрасте 29 лет в деревне Смайдряй, в Таурагском уезде;
- Бронюс Лесис-Нактис, начальник штаба округа «Возрождения», в Университете Витовта Великого изучал журналистику, в школе абвера FAK-203 изучал тактику партизанской войны, диверсий и конспирацию[12]; убит в возрасте 27 лет в лесу Ужпялькяй, в Радвилишкском уезде;
- Пятрас Барткус-Жадгайла — секретарь Президиума Совета ДБСЛ, был студентом авиации; погиб в возрасте 24 лет в лесу Ужпялькяй, в Радвилишкском уезде.

## Значение Декларации
12 января 1999 года Сейм Литовской Республики признал декларацию правовым актом литовского государства, а Движение борьбы за свободу Литвы — «единственной законной властью в оккупированной Литве». В 2009 году на основе этой декларации Сейм признал Йонаса Жемайтиса-Витаутаса главой литовского государства в период с 16 февраля 1949 года до своей смерти 30 мая 1953 года, «боровшегося с оккупационной властью». В 2018 году Сейм Литовской Республики принял постановление, согласно которому после смерти Йонаса Жемайтиса-Витаутаса Адольфас Раманаускас-Ванагас стал президентом сопротивляющейся Литвы.

## Увековечивание
- В 2010 всем подписавшим декларацию посмертно был присужден статус сигнатара.
- 22 ноября 2010 года в селе Минайчяй был открыт памятник, посвященный этой Декларации и ее сигнатарам авторства скульптора Йонаса Ягелы.
- 22 ноября 2012 года в селе Минайчяй, в усадьбе семьи Микняй-Петречай был восстановлен бункер Бункер был отреставрирован в усадьбе Микняй-Петречяй в селе Минайчяй и установлена экспозиция «Воздай свой долг Родине!»[15].
- В мае 2019 года в Центре изучения государства был воссоздан бункер и открыта выставка «Решение под шифром 19490216»
- Каждый год 16 февраля в селе Минайчяй проходит торжественное празднование этого события.